# Arsène d'Alexandrie
Arsène d'Alexandrie fut patriarche melkite d'Alexandrie du 17 juin 1000 au 7 juillet 1010.